# Arthur Blank
Arthur M. Blank (Sunnyside, 27 settembre 1942) è un imprenditore statunitense, cofondatore di The Home Depot e proprietario degli Atlanta Falcons della National Football League e degli Atlanta United nella Major League Soccer.

## Biografia
Arthur Blank nacque in una famiglia ebrea a Flushing, New York, da Max Blank, farmacista, e Molly Blank. Ha un fratello maggiore di nome Michael. Blank si è diplomato alla Stuyvesant High School di New York e si è laureato nel 1963 al Babson College in business administration. Ha ricevuto inoltre una laurea ad honorem dalla Furman University.
Dopo la laurea Blank fu assunto da Arthur Young, dove era contabile senior. In seguito è entrato a far parte della Daylin Corporation, dove è diventato presidente di Elliott's Drug Stores / Stripe Discount Stores, una divisione di Daylin. Quando Daylin decise di vendere quella divisione, Blank si trasferì in un'altra divisione, i Handy Dan Home Improvement Centers. Bernard Marcus è stato CEO di Handy Dan e Blank vice presidente delle finanze quando entrambi sono stati licenziati nel 1978 in seguito ad una lotta interna per il potere.
Nel 1978, Blank cofondò Home Depot con Marcus. Il banchiere d'investimento newyorkese Ken Langone ha riunito il gruppo iniziale di investitori ed esperti di merchandising guidati da Patrick Farrah per aiutare i due fondatori a realizzare la loro visione dello shopping one-stop per il fai-da-te. Il negozio rivoluzionò il business del miglioramento della casa con il suo concetto di magazzino e Blank e Marcus divennero di conseguenza miliardari. Blank ha passato 19 anni come presidente della società prima di succedere a Marcus come CEO. Blank si ritirò nel 2001 come co-presidente. Ha ricevuto il suo MBA da Harvard.
Blank è presidente della Arthur Blank Family Foundation, e fa parte del Consiglio di Fondazione della Emory University.
Nel marzo 2020, la fondazione di Blank ha annunciato che avrebbe donato quasi 5,4 milioni di dollari per aiutare la lotta alla pandemia di coronavirus in Georgia e Montana. 
Nell'ottobre 2020 è stato annunciato che il nuovo ospedale Children's Healthcare di Atlanta avrebbe portato il nome di Arthur Blank dopo che la sua fondazione ha donato 200 milioni di dollari al progetto. L'Arthur M. Blank Hospital dovrebbe aprire nel 2025. 

### Proprietà sportive
Nel febbraio 2002, Blank acquistò gli Atlanta Falcons da Taylor Smith, figlio del fondatore Rankin M. Smith Sr. Nel settembre 2004 acquistò i Georgia Force dell'Arena Football League, riportando la squadra ad Atlanta dopo diversi anni trascorsi nella Contea di Gwinnett.
Blank ha espresso interesse anche nell'acquistare diverse altre attività sportive. All'inizio del 2006 si ritirò temporaneamente dai potenziali acquirenti degli Atlanta Braves della Major League Baseball. Qualche mese dopo rientrò in serie trattative con Time Warner e voci indicarono l'acquisizione come imminente. Tuttavia, nel febbraio 2007, i Braves furono ceduti a Liberty Media. Blank inoltre ha fondato gli Atlanta United della MLS che hanno disputato la prima stagione nel 2017. Il club condivide il Mercedes-Benz Stadium con i Falcons.

## Vita privata
Blank si è sposato tre volte e ha divorziato due volte, con un terzo divorzio in sospeso. Ha tre figli dalla prima moglie, Diana Blank (nata nel 1942): Kenny Blank, Dena Blank Kimball e Danielle Blank Thomsen. Divorziarono nel 1993. Nel 1995, ha sposato Stephanie V. Blank (nata nel 1968), una blowing rock, Carolina del Nord, nativa e laureata alla Appalachian State University.  Si sono incontrati quando lei lavorava come designer in un negozio Home Depot ad Atlanta. Ebbero tre figli - Joshua Blank, Max Blank e Kylie Blank - prima di divorziare. Nel giugno 2016, Blank ha sposato Angela Macuga (nata nel 1968), che ha avuto tre figli da un precedente matrimonio.  Hanno annunciato il loro divorzio in sospeso il 1º gennaio 2019.
Blank possiede il Mountain Sky Guest Ranch e il West Creek Ranch fuori dal Parco Nazionale di Yellowstone in Paradise Valley, Montana. Possiede anche diversi superstore PGA TOUR. È firmatario di The Giving Pledge che si impegna a cedere almeno il 50% della sua ricchezza a cause caritatevoli.